# کنیزو
کنیزو نام مجموعه‌داستانی از منیرو روانی‌پور است.
کتاب کنیزو نخستین بار به‌کوشش انتشارات نیلوفر در سال ۱۳۶۷ در تهران با شابک ‎۹۶۴−۴۴۸−۰۸۱−۳ منتشر شده است که در کتابخانه‌ی ملی ایران با کد ۱۴۶۶-۶۸م ثبت شده‌. چاپ چهارم این کتاب در پاییز ۱۳۸۰، ۲۵۰۰ نسخه شمارگان (تیراژ) داشت.
این کتاب ۱۴۵ صفحه دارد و طراح روی جلد آن لیلا علیزاده است.

## داستان‌ها
- کنیزو
- شب بلند
- آبی‌ها
- طاووس‌های زرد
- دریا در تاکستانها
- مانا، مانای مهربان
- پرشنگ
- مشنگ
- جمعه خاکستری